# Боротьба на літніх Олімпійських іграх 1964
Змагання з боротьби на Олімпійських іграх 1964 в Токіо проходили з 11 до 19 жовтня в спортивному залі «Комазава». Ця спортивна споруда була побудована у 1962 році спеціально для Олімпіади. Зал мав місце для 3 875 глядачів.
Змагання поділялися на дві дисципліни, вільну і греко-римську боротьбу, які в свою чергу поділялися на вісім вагових категорій. Таким чином, розігрувалося 16 комплектів нагород, або 48 медалей. Змагалися лише чоловіки. Найбільше медалей здобув Радянський Союз — 10, випередивши на 2 пункт Болгарію, яка здобула 8 медалей. Однак господарі турніру — японці випередили СРСР за кількістю золотих нагород — 5 проти 3.

## Медалісти

### Греко-римська боротьба
| Категорія   | Золото                      | Срібло                         | Бронза                                       |
| ----------- | --------------------------- | ------------------------------ | -------------------------------------------- |
| До 52 кг    | Ханахара Цутому · Японія    | Ангел Керезов · Болгарія       | Думитру Пирвулеску · Румунія                 |
| До 57 кг    | Ітігуті Масаміцу · Японія   | Владлен Тростянський · СРСР    | Йон Черня · Румунія                          |
| До 63 кг    | Імре Пойяк · Угорщина       | Роман Руруа · СРСР             | Бранислав Мартинович · Югославія             |
| До 70 кг    | Казим Айваз · Туреччина     | Валеріу Буларка · Румунія      | Давид Гванцеладзе · СРСР                     |
| До 78 кг    | Анатолій Колесов · СРСР     | Кирил Петков · Болгарія        | Бертиль Нюстрем · Швеція                     |
| До 87 кг    | Бранислав Симич · Югославія | Їржі Корманик · Чехословаччина | Лотар Метц · Об'єднана німецька команда      |
| До 97 кг    | Боян Радєв · Болгарія       | Пер Свенссон · Швеція          | Гайнц Кіль · Об'єднана німецька команда      |
| понад 97 кг | Іштван Козма · Угорщина     | Анатолій Рощин · СРСР          | Вільфрид Дітрих · Об'єднана німецька команда |

### Вільна боротьба
| Категория   | Золото                      | Срібло                                  | Бронза                         |
| ----------- | --------------------------- | --------------------------------------- | ------------------------------ |
| До 52 кг    | Йосіда Йосікацу · Японія    | Чан Чхан Сон · Південна Корея           | Алі Акбар Хейдарі · Іран       |
| До 57 кг    | Уетаке Йодзіро · Японія     | Хюсеїн Акбаш · Туреччина                | Айдин Ібрагімов · СРСР         |
| До 63 кг    | Ватанабе Осаму · Японія     | Станчо Колєв · Болгарія                 | Нодар Хохашвілі · СРСР         |
| До 70 кг    | Єньо Вилчев · Болгарія      | Клаус Рост · Об'єднана німецька команда | Хоріуті Івао · Японія          |
| До 78 кг    | Ісмаїл Оган · Туреччина     | Гурам Сагарадзе · СРСР                  | Мохаммад Алі Санаткаран · Іран |
| До 87 кг    | Продан Гарджев · Болгарія   | Хасан Гюнгер · Туреччина                | Деніел Бренд · США             |
| До 97 кг    | Олександр Медведь · СРСР    | Ахмет Аїк · Туреччина                   | Саїд Мустафов · Болгарія       |
| понад 97 кг | Олександр Іваницький · СРСР | Лютві Ахмедов · Болгарія                | Хаміт Каплан · Туреччина       |

## Медальний залік
| Місце | Країна                     | Золото | Срібло | Бронза | Загалом |
| ----- | -------------------------- | ------ | ------ | ------ | ------- |
| 1     | Японія                     | 5      | 0      | 1      | 6       |
| 2     | СРСР                       | 3      | 4      | 3      | 10      |
| 3     | Болгарія                   | 3      | 4      | 1      | 8       |
| 4     | Туреччина                  | 2      | 3      | 1      | 6       |
| 5     | Угорщина                   | 2      | 0      | 0      | 2       |
| 6     | Югославія                  | 1      | 0      | 1      | 2       |
| 7     | Об'єднана німецька команда | 0      | 1      | 3      | 4       |
| 8     | Румунія                    | 0      | 1      | 2      | 3       |
| 9     | Швеція                     | 0      | 1      | 1      | 2       |
| 10    | Чехословаччина             | 0      | 1      | 0      | 1       |
| 10    | Південна Корея             | 0      | 1      | 0      | 1       |
| 11    | Іран                       | 0      | 0      | 2      | 2       |
| 12    | США                        | 0      | 0      | 1      | 1       |

### Учасники
- Австралія — 8
- Австрія — 4
- Аргентина — 4
- Афганістан — 8
- Бельгія — 3
- Болгарія — 16
- Велика Британія — 6
- Греція — 5
- Данія — 3
- Єгипет — 4
- Індія — 8
- Іран — 12
- Ірландія — 2
- Іспанія — 1
- Італія — 5
- Канада — 4
- Люксембург — 1
- Мексика — 4
- Монголія — 8
- Нова Зеландія — 2
- Норвегія — 1
- Об'єднана німецька команда — 14
- Пакистан — 6
- Панама — 3
- Південна Корея — 13
- Польща — 5
- Румунія — 10
- СРСР — 16
- США — 16
- Туреччина — 15
- Угорщина — 10
- Філіппіни — 4
- Фінляндія — 10
- Франція — 3
- Чехословаччина — 4
- Швейцарія — 3
- Швеція — 9
- Югославія — 4
- Японія — 16[1]